# Лайош I Велики
Лайош I Анжуйски (на унгарски: I. Lajos magyar király; на полски: Ludwik Węgierski; на френски: Louis I-er de Hongrie; на италиански: Luigi I d'Ungheria) е крал на Унгария (1342 – 1382) и крал на Полша (1370 – 1382).

## Произход
Лайош е син на унгарския крал Карл Роберт от неаполитанската Анжуйска династия и Елжбета Локетек, дъщеря на княз Владислав Локетек и Ядвига Калишка.
- Раждането на Лайош, Миниатюра от средновековна хроника
- Елжбета Локетек с децата си

## Управление
Унгарската корона Лайош получава след смъртта на баща си през 1342 г., но в ранните си години е ръководен от съветите на майка си.

### Неаполитански кампании (1345 – 1350)
През 1347 – 1348 г. Лайош предприема два похода до Неапол : 11 ноември 1347 – май 1348 и 18 април – 14 септември 1350 г.  Целта му е да отмъсти за убития си брат Андрей, но няма краен успех заради избухналата епидемия от чума. Андрей е убит в Аверса на 18 септември 1345 г. Лайош и майка му обвиняват кралица Джована I Анжуйска, принц Роберт от Таранто, херцог Карл от Дурацо и други членове на неаполитанските клонове на Анжуйската династия в заговор срещу Андрей. В писмото си от 15 януари 1346 г. до папа Климент VI Лайош изисква от папата да детронира кралицата „съпруга-убийца“ в полза на Карл Мартел, нейният новороден син от Андрей. Лайош също претендира за регентството на кралството по време на малолетието на племенника си, позовавайки се на бащиното си потекло на първороден син на бащата на Робер Мъдри, Шарл II Анжуйски. Той дори обещава да увеличи размера на годишния данък, който кралете на Неапол да плащат на Светия престол. След като папата не успява да разследва напълно убийството на Андрей, Лайош решава да нахлуе в Южна Италия. Като подготовка за инвазията той изпраща своите пратеници в Анкона и други италиански градове преди лятото на 1346 г.
Докато неговите пратеници преговарят в Италия, Лайош тръгва към Далмация, за да спасява Задар, но венецианците подкупват командирите му. Когато гражданите избухват и атакуват обсаждащите на 1 юли, кралската армия не успява да се намеси и венецианците преодоляват защитата извън стените на града. Лайош се оттегля, но отказва да се отрече от Далмация, въпреки че венецианците предлагат да заплатят 320 000 златни флорина като компенсация. Нямайки военна подкрепа от Лайош обаче, Задар се предава на венецианците на 21 декември 1346 г.
Лайош изпраща малки експедиции една след друга в Италия в началото на войната си срещу Джована, защото не иска да тормози италианците, страдали от глад през предходната година. Първите му войски заминават под командването на Николас Васари, епископ на Нитра, на 24 април 1347 г. Лайош също наема германски наемници. Той заминава от Вишеград на 11 ноември. След поход през Удине, Верона, Модена, Болоня, Урбино и Перуджа той влиза в Кралство Неапол на 24 декември близо до Акуила, която му е отстъпена.
Кралица Джована I Анжуйска се омъжва повторно за братовчед си Лудвиг от Таранто и избягва в Марсилия на 11 януари 1348 г. Другите им роднини – Роберт от Таранто и Карл от Дурацо посещават Лайош в Аверса, за да му се подчинят. Лайош ги приема приятелски и ги убеждава да убедят братята си Филип от Таранто и Лудвиг от Дурацо да се присъединят към тях. След пристигането им „усмивката на крал Лайош е заменена с най-суров израз, когато той разкрива със строги думи истинските си чувства, които изпитва към принцовете и които дотогава той пази в тайна“, според съвременника Доменико да Гравина. Той повтаря предишните си обвинения, обвинява роднините си за убийството на брат си и заповядва да бъдат заловени на 22 януари. На следващия ден Карл от Дурацо – съпруг на сестрата на Джована I Мария , е обезглавен по заповед на Лайош. Останалите принцове са държани в плен и изпратени в Унгария заедно с малкия племенник на Лайош Карл Мартел.
Лайош тръгва към Неапол през февруари. Гражданите му предлагат тържествено посрещане, но той отказва, заплашвайки дори да остави войниците си да ограбят града, ако не се вдигнат данъците. Той приема традиционните титли на кралете на Неапол – „крал на Сицилия и Йерусалим, херцог на Апулия и принц на Капуа“ и управлява кралството от Кастел Нуово, като поставя гарнизони от своите наемници в най-важните крепости. Според Доменико да Гравина Лайош използва необичайно брутални методи на разследване, за да залови всички съучастници в смъртта на брат си. Повечето местни благороднически семейства (включително Балдзози Сансеверино) отказват да сътрудничат с него.
Папата отказва да потвърди управлението на Лайош в Неапол, което би обединило две мощни кралства под управлението на Лайош. Папата и кардиналите обявяват кралица Джоана за невинна за убийството на съпруга си на официално заседание на Колегията на кардиналите.
Чумната епидемия принуждава Лайош да напусне Италия през май. Той прави Улрих Волфхард губернатор на Неапол, но наемниците му не попречват на Джована I и съпругът ѝ да се завърнат през септември. Лайош, който е подписал примирие за осем години с Венеция на 5 август, изпраща нови войски в Неапол под командването на Стефан Лакфи, войвода на Трансилвания, в края на 1349 г. Лакфи отново окупира Капуа, Аверса и други крепости, загубени от Джована I, но бунт сред немските му наемници го принуждава да се върне в Унгария. Междувременно Черната смърт достига до Унгария. Първата вълна от епидемията приключва през юни, но се връща през септември, убивайки първата съпруга на Лайош – Маргарета Люксембургска. Лайош също се разболява, но оцелява след чумата. Въпреки че Черната смърт е по-малко опустошителна в слабо населената Унгария, отколкото в други части на Европа, има региони, обезлюдени през 1349 г., а търсенето на работна сила се увеличава през следващите години.
Лайош предлага да се откаже от Кралство Неапол, ако папа Климент детронира Джована I Анжуйска. След като папата отказва, Лайош заминава за втората си неаполитанска кампания през април 1350 г. Той потиска бунт сред наемниците си, докато той и войските му чакат пристигането на допълнителни войски в Барлета. Докато се придвижва към Неапол, той се сблъсква със съпротива в много градове, защото неговите авангарди, които са под командването на Стефан Лакфи, са станали известни със своята жестокост.
По време на кампанията Лайош лично ръководи нападения и изкачва градските стени заедно със своите войници, застрашавайки понякога собствения си живот. Докато обсажда Каноза ди Пуля, Лайош пада в рова от стълба, когато защитник на крепостта го удря с камък. Той се гмурва в реката без колебание, за да спаси млад войник, който е пометен, докато изследва брод по негова кралска заповед. Стрела пробива левия крак на Лайош по време на обсадата на Аверса. След падането на Аверса пред унгарските войски на 3 август кралица Джована и съпругът ѝ отново бягат от Неапол. Лайош обаче решава да се върне в Унгария.
Според негов съвременник – историкът Матео Вилани Лайош се опитва да „напусне кралството, без да загуби достойнството си“, след като остава без пари и изпитва съпротивата на местното население.
За да отпразнува юбилея през 1350 г., Лайош посещава Рим по време на пътя си обратно към Унгария. Той пристига в Буда на 25 октомври 1350 г.

С посредничеството на Светия престол пратениците на Лайош и на съпруга на кралица Джована, Лудвиг от Таранто, подписват примирие за шест месеца. Папата обеща на Лайош, че ролята на кралицата в убийството на съпруга ѝ отново ще бъде разследвана и той ѝ нарежда да плати 300 000 златни флорина като откуп за затворените неаполитански принцове.

- Първият кралски печат на Лайош, загубен по време на кампания в Босна през 1363 година
- Вторият кралски печат на Лайош след 1363 година
- Грамота от Кошице за привилегии на полската шляхта дадени от Лайош

Така през 1350 г. Лайош предава управлението на своята майка, а сам обръща главно внимание на Далмация, като очевидно счита, че тя е по-важна за Унгария, отколкото Италия. За завладяването на Далмация Лайош I води тежка борба с венецианците, но успява да ги победи и застави през 1356 г. да признаят Далмация за унгарска.

### Войни с България
На 1 май 1365 г. крал Лайош нахлува във Видинското царство и на 30 май войските му вече са пред Бдин. На 2 юни унгарските войски превземат града, пленяват Иван Страцимир и присъединяват земите му към Кралство Унгария. След бързата си победа унгарският крал призовава от Босна във Видинската област католически мисионери от Ордена на Св. Франциск, които предприемат масови покръствания не само на павликяни, но и на православни християни, в това число и на самия видински цар. Това предизвиква възмущението на византийския император Йоан VI Кантакузин пред папските легати, сведения за което се намират в запазени исторически извори.
Иван Срацимир заедно с цялото си семейство е изведен от Видин и затворен в хърватския замък Хумник (дн. Босилево). През следващите години цар Иван Александър предприема действия за възвръщане на контрола си над Видинско. Столицата Бдин и останалите крепости в района са под унгарско владичество до 1369 г. През същата година е подписано споразумение между Унгария и България, според което се възстановява Видинското царство, а Иван Срацимир е възстановен на престола във Видин, като поема определени задължения спрямо унгарския крал. Единственото, което знаем за тези зависимости е, че двете дъщери на Иван Срацимир били изпратени като заложници в унгарския кралски двор и станали придворни дами на унгарската кралица.

## Бракове и деца
Лайош Велики се жени два пъти:
1. ∞ Маргарета Люксембургска, дъщеря на император Карл IV и Бланка Валоа, от която няма деца.

2. ∞ Елизабета Котроманич, от която имат четири дъщери:
- Мария (1365 – 1366)
- Катарина (1370 – 1377), сгодена (1374) за Луи Френски (* 1372; † 1407), син на крал Шарл V
- Мария (1371 – 1395), омъжена за Сигизмунд Люксембургски, маркграф на Бранденбург и Моравия, бъдещ император
- Ядвига (1373 – 1400), кралица на Полша (1384 – 1399), светица, омъжена за Владислав II Ягело, велик княз на Литва.

За да съхрани целостта на държавата, Лайош обявява за единствена наследница първородната си дъщеря Мария Унгарска, сгодена за Сигизмунд, син на император Карл IV Люксембургски. След смъртта му обаче започва борба за власт.

## Chronicon Pictum
Chronicon Pictum е средновековна илюстрирана хроника от Кралство Унгария от втората половина на 14 век. Тя представя художествено описание на кралския двор на Лайош I Велики. Хрониката е написана от Марк Калти малко след 1358 г., а последните илюстрации са завършени между 1370 и 1373 г. Хрониката е дадена като подарък от крал Лайош на френския крал Шарл V за сватбата на дъщеря му Катерина със сина на Шарл Луи Орлеански.